# 네이군

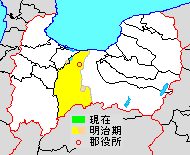
도야마현 네이군의 범위(연노랑:후에 다른 군에 편입된 지역 하늘색:후에 다른 군에서 편입한 구역)

네이군(婦負郡)은 일본 도야마현(엣추국)에 있던 군이다.

## 군역
1878년(明治11年)に行政区画として発足した当時の郡域は, おおむね以下の区域に相当する.
- 도야마시(일부를 제외한 [[진즈강] 서안, 도야마 시가의 일부)
- 이미즈시의 일부

도야마 시가를 제외한 진즈강 서안 지역은 나중에 네이군 소속이 된다. 또, 도야마시의 일부는 나중에 가미니카와군에 소속되었다.

## 역사
- 1878년 12월 17일 - 군구정촌 편제법이 이시카와현에서 시행되면서, 행정 구역으로서의 네이구이 발족.
- 1883년 5월 9일 - 이시카와현이 분할되면서 도야마현 관할이 됨.
- 1889년 4월 1일 - 시제 시행에 따라 네이군의 일부가 분리되어 도야마시(富山市)의 일부가 되어, 군에서 이탈. 또한 정촌제 시행으로, 일부 지역의 소속이 이미즈군으로 변경, 잔여부에 아래의 정촌이 발족. 전역이 현 도야마시.(2정 31촌)

- 요카타정(四方町)
- 야쓰오정(八尾町)
- 햐쿠즈카촌(百塚村)
- 구사지마촌(草島村)
- 구라가키촌(倉垣村)
- 하치만촌(八幡村)
- 나가오카촌(長岡村)
- 사부에촌(寒江村)
- 니시쿠레하촌(西呉羽村)
- 히가시쿠레하촌(東呉羽村)
- 아사히촌(朝日村)
- 우사카촌(鵜坂村)
- 신메이촌(神明村)
- 하야호시촌(速星村)
- 구마노촌(熊野村)
- 스기하라촌(杉原村)
- 야스우치촌(保内村)
- 지사토촌(千里村)
- 도미카와촌(富川村)
- 후루사토촌(古里村)
- 이케다촌(池多村)
- 후루사와촌(古沢村)
- 오토카와촌(音川村)
- 야마다촌(山田村)
- 오나가타니촌(大長谷村)
- 닌부촌(仁歩村)
- 무로마키촌(室牧村)
- 노즈미촌(野積村)
- 구로세다니촌(黒瀬谷村)
- 우노하나촌(卯花村)
- 호소이리촌(細入村)
- 미야카와촌(宮川村)
- 사쿠라다니촌(桜谷村)

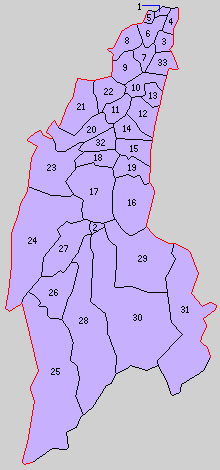
1.요카타정 2.야쓰오정 3.햐쿠즈카촌 4.구사지마촌 5.구라가키촌 6.하치만촌 7.나가오카촌 8.사부에촌 9.니시쿠레하촌 10.히가시쿠레하촌 11.아사히촌 12.우사카촌 13.신메이촌 14.하야호시촌 15.구마노촌 16.스기하라촌 17.야스우치촌 18.지사토촌 19.도미카와촌 20.후루사토촌 21.이케다촌 22.후루사와촌 23.오토카와촌 24.야마다촌 25.오나가타니촌 26.닌부촌 27.무로마키촌 28.노즈미촌 29.구로세다니촌 30.우노하나촌 31.호소이리촌 32.미야카와촌 33.사쿠라다니촌 (보라:도야마시)

- 1920년 4월 1일 - 사쿠라다니촌이 도야마시에 편입.(2정 30촌)
- 1926년 7월 1일 - 히가시쿠레하촌이 도야마시에 편입.(2정 29촌)
- 1940년
  - 5월 1일 - 니시쿠레하촌·후루사와촌이 합병하여 구레하촌(呉羽村)이 발족.(2정 28촌)
  - 9월 1일 - 신메이촌이 도야마시에 편입.(2정 27촌)
- 1941년 2월 11일 - 하치만촌·구사지마촌·햐쿠즈카촌이 합병하여, 새로이 하치만촌이 발족.(2정 25촌)
- 1942년
  - 6월 1일 - 하야호시촌·우사카촌이 합병하여, 후추정(婦中町)이 발족.(3정 23촌)
  - 6월 20일 - 지사토촌·도미카와촌이 합병하여, 진보촌(神保村)이 발족.(3정 22촌)
- 1953년12월 1일(3정 17촌)
  - 야쓰오정·야스우치촌·스기하라촌·우노하나촌·무로마키촌·구로세다니촌의 일부가 합병하여, 새로이 야쓰오정이 발족.
  - 구로세다니촌의 잔여부가 가미니카와군 오사와노정에 편입.
- 1954년
  - 3월 1일 - 나가오카촌·사부에촌·구레하촌이 이미즈군 오이다촌과 합병하여 구레하정(呉羽町)이 발족.(4정 14촌)
  - 3월 30일 - 요카타정·하치만촌·구라가키촌이 합병하여, 와고정(和合町)이 발족.(4정 12촌)
- 1955년 1월 1일 - 후추정·미야카와촌·구마노촌·아사히촌이 합병하여, 새로이 후추정이 발족.(4정 9촌)
- 1957년 11월 1일 - 야쓰오정·노즈미촌·닌부촌·오나가타니촌이 합병하여, 새로이 야쓰오정이 발족.(4정 6촌)
- 1959년
  - 1월 1일 - 후루사토촌·오토카와촌·진보촌이 후추정에 편입.(4정 3촌)
  - 4월 1일(4정 2촌)
    - 이케다촌의 일부가 구레하정에 편입.
    - 이케다촌의 잔여부가 이미즈군 고스기정에 편입.
- 1960년 10월 1일 - 와고정이 도야마시에 편입.(3정 2촌)
- 1965년 4월 1일 - 구레하정이 도야마시에 편입.(2정 2촌)
- 2005년 4월 1일 - 야쓰오정·후추정·야마다촌·호소이리촌이 도야마시·가미니카와군 오사와노정·오야마정과 합병하여, 새로이 도야마시가 발족. 이날 네이군은 소멸됨.

## 참고 문헌
- 《가도카와 일본 지명 대사전》 편집위원회, 편집. (1979년 10월 1일). 《가도카와 일본 지명 대사전》. 16 도야마현. 가도카와 쇼텐. ISBN 4040011600.